# 포브스 400

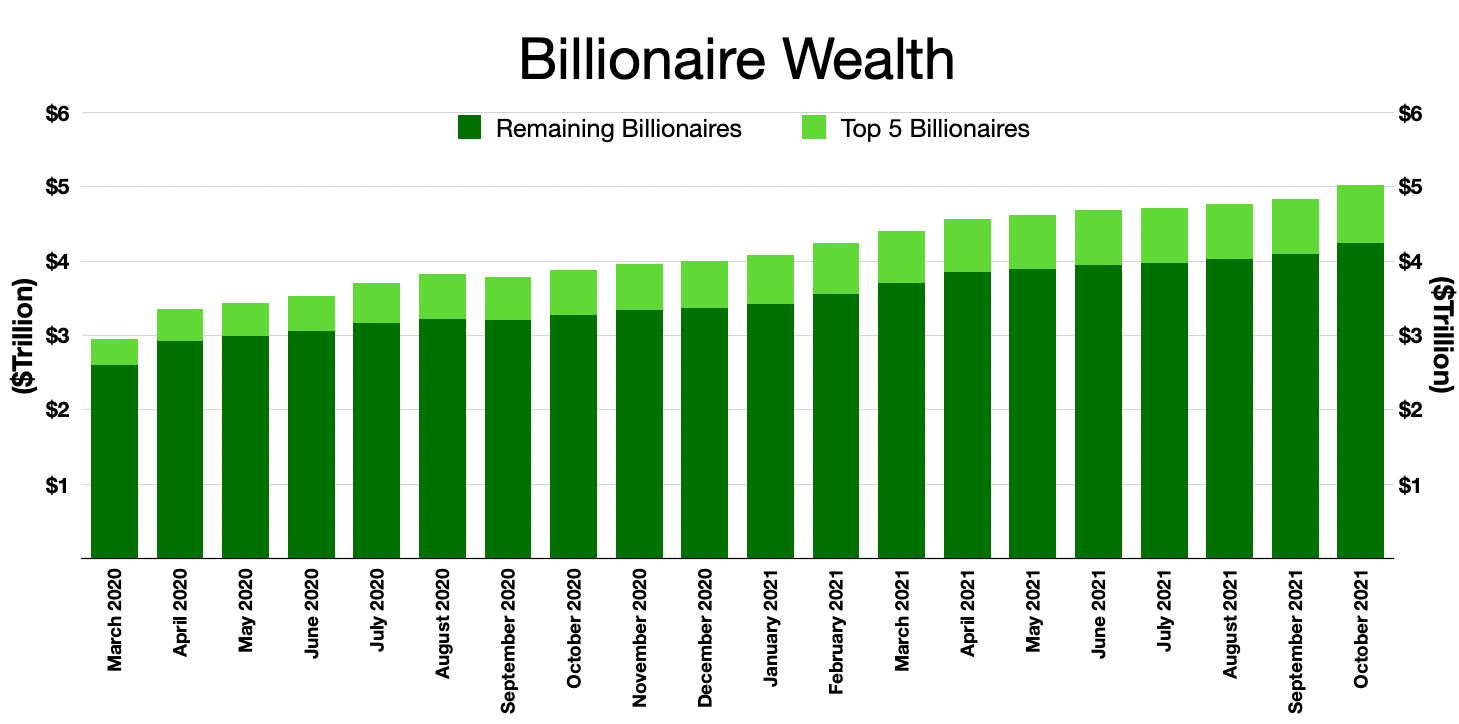
억만장자의 부

포브스 400(Forbes 400 또는 400 Richest American)은 미국에서 자산을 소유한 미국 시민 중 가장 부유한 400명의 미국 시민을 순자산 기준으로 선정하여 포브스지에서 발표한 목록이다. 포브스 400은 1982년 말콤 포브스(Malcolm Forbes)에 의해 시작되었으며, 이 목록은 매년 9월경에 발표된다. 피터 W. 번스타인(Peter W. Bernstein)과 애널린 스완(Annalyn Swan)은 포브스 400대 기업을 "미국 사회가 기업의 힘을 강조했던 1945년부터 1982년까지의 긴 전후 기간과는 달리, 특별한 개인과 기업가적 에너지가 넘치는 시기"를 포착했다고 설명한다. 번스타인(Bernstein)과 스완(Swan)은 또한 이 책이 "현대 미국에서 부의 사회적 가치에 대한 강력한 주장, 때로는 꿈"을 대표한다고 설명한다.
포브스는 2014년부터 목록과 함께 포브스 400대 기업 각 회원이 자신의 부에 대해 어느 정도 책임을 지고 있는지를 나타내는 '자체 제작 점수'를 발표했다.